# Claude A. Swanson
Claude Augustus Swanson, född 31 mars 1862 i Swansonville, Virginia, död 7 juli 1939 i Madison County, Virginia, var en amerikansk demokratisk politiker. Han representerade delstaten Virginia i båda kamrarna av USA:s kongress, först i representanthuset 1893–1906 och sedan i senaten 1910–1933. Han var Virginias guvernör 1906–1910 och USA:s marinminister från 1933 fram till sin död.
Swanson studerade vid Virginia Agricultural and Mechanical College (numera Virginia Polytechnic Institute and State University), Randolph-Macon College och University of Virginia. Han avlade 1886 juristexamen och inledde senare samma år sin karriär som advokat i Pittsylvania County.
Swanson efterträdde 1893 Posey G. Lester som kongressledamot. Han avgick 1906 för att tillträda som delstatens guvernör. Senator John W. Daniel avled 1910 i ämbetet och efterträddes av Swanson.
Senator Swanson avgick 1933 för att efterträda Charles Francis Adams III som marinminister. Han avled i juli 1939 i ämbetet och Charles Edison tillträdde som ny marinminister i januari 1940.
Swanson var metodist och frimurare. Han gravsattes på Hollywood Cemetery i Richmond, Virginia.